# 坦特维四号飞船
坦特维四号飞船（Tantive IV），又名反抗军封锁穿越者（Rebel Blockade Runner），是科幻作品星球大战中一艘虚构的宇宙飞船。在作品设定中它是一艘柯尔里亚出产的轻型巡洋舰，由贝奥·欧嘉纳和莉亚·欧嘉纳分别在《星球大战III：西斯的反击》和《星球大战IV：新希望》中乘坐。它是1977年星際大战首次上映时观众在电影中见到的第一艘宇宙飞船。其他柯尔里亚出产的轻型巡洋舰也参照了坦特维四号的设计，在《星球大战VI：绝地归来》以及电影的一系列衍生作品（统称为“扩充宇宙”）中均可以见到。

## 起源和设计
坦特维四号的设计最初来源于星战中著名的飞船——千年隼。这是由于在1975年上映的英国科幻电视剧《太空：1999》中，有一艘飞船和工业光魔公司当时所设计的千年隼造型相似。于是设计者们重新设计了千年隼使之成为今天看到的造型，而最初的设计则被缩小比例、移除尺寸过大的组件、替换驾驶舱后应用到坦特维四号上。这也能够解释在拍摄过程中为什么坦特维四号拥有一个长达194厘米的复杂模型，而如此精细的模型已经完全可以用来塑造千年隼了。比较恶搞的一点是，尽管观众在电影中无法识别，设计人员将一张缩小了的《花花公子》当中的裸体照片插页挂到了模型的驾驶舱中。在当时这艘船被普遍称作反抗军封锁穿越者号，而全国公共广播电台在《星球大战IV：新希望》的广播剧版本中将船名公开为坦特维四号。
在《星球大战VI：绝地归来》中，坦特维四号的模型被稍作修改，在飞船的脊背上增加了窗的数量，并增添了更重型的武器。这些修改在二十世纪九十年代拍摄的《星球大战I：幽灵的威胁》中又被移去，由此得到的电影中的共和国巡洋舰可以算是对于坦特维四号的怀旧设计。

## 描述

帝国歼星舰破坏者号在塔图因上空追逐坦特维四号

坦特维四号是《星球大战III：西斯的反击》中贝奥·欧嘉纳（吉米·斯密茨扮演）的外交使船。在绝地大屠杀之后，尤达（弗兰克·奥兹配音）和欧比旺·克诺比（伊万·迈克格雷戈扮演）登上了坦特维四号前往绝地神殿，向幸存的绝地武士发出躲藏的警告。其后贝奥·欧嘉纳和尤达乘坐坦特维四号离开科劳肯，将初生的莉亚公主移交给她的养父母。
在《星球大战IV：新希望》中，莉亚公主（嘉莉·费雪扮演）将坦特维四号用于人道主义和慈善活动，并以此为遮掩潜入帝国禁区拉阿蒂尔（Raaltiir）获取了由卡尔·卡顿盗取的帝国死星计划图纸。继而在试图前往塔图因请求欧比旺·克诺比（亚历克·吉尼斯扮演）帮助对抗帝国的途中，坦特维四号被达斯·维达（大卫·普洛斯扮演）的帝国歼星舰截获，莉亚在危机关头将计划图纸存入机器人R2-D2中，派遣它和C-3PO逃往塔图因寻找欧比旺。随后达斯·维达率领帝国暴风军进入坦特维四号，俘虏了莉亚公主在内的余下所有船员。
在《星球大战VI：绝地归来》中出现的柯尔里亚轻型巡洋舰也加入了攻击第二死星的叛军战舰行列；它们也在星战的游戏产业公司所发行的游戏中出现，例如模拟飞行游戏《X型战机》系列，和即时战略游戏《帝国战争》（Empire at War）。

## 产业
破解者（Decipher, Inc.）和威世智公司都在各自的卡片游戏中发行了坦特维四号和柯尔里亚轻型巡洋舰的卡片。乐高积木发行的一个包含1700块积木的封锁穿越者号模型中乐高首次使用了深红色积木。2002年乐高发行了在当时最大的积木模型，一个包含3000块的帝国歼星舰模型和一个小型的坦特维四号模型套装。除此之外，有两种规格的发行的三件套中都包含有柯尔里亚轻型巡洋舰的玩具；孩之宝公司的战舰生产线也发行过一个电子封锁穿越者号的玩具。